# 尖尾锐叶柃
尖尾锐叶柃（学名：Eurya acuminata var. suzukii）为山茶科柃木属下的一个变种。

## 扩展阅读
- 維基物種上的相關：尖尾锐叶柃